# Kuzarjev Kal
Kuzarjev Kal je naselje u slovenskoj Općini Novom Mestu. Kuzarjev Kal se nalazi u pokrajini Dolenjskoj i statističkoj regiji Jugoistočnoj Sloveniji. 

## Stanovništvo
Prema popisu stanovništva iz 2002. godine naselje je imalo 47 stanovnika.